# 是永美記
是永 美記（これなが みき、1985年11月4日 - ）は、ハロー!プロジェクト等が主催するフットサルチームGatas Brilhantes H.P.のメンバー。
東京都出身。背番号は7（2005年7月から。2004年8月から2005年5月までは背番号23）。元ハロプロエッグ・フットサル研修生。血液型A型。姉がいる。公式ニックネームは「コレコレ」。その他の愛称は「コレティ」「コレちゃん」などがある。

## 特徴
公式戦デビューは、2004年8月14日・8月15日のフジテレビお台場冒険王女子フットサル公式戦「お台場カップ」で、その後もガッタスが出場する全ての大会に参加。初期の背番号23は、GKもやる予定があったため（川口能活の日本代表背番号と同じ番号、デビッド・ベッカムにあやかった訳ではなかった）。
浮き玉の処理やアクロバティックなプレーに非凡なところを見せる。しかし、当時のルールでフットサルではスライディングやチャージングによるボディコンタクトが禁止されているため、ラフプレーを取られてファウルを連発してしまうこともある。リフティングは200回超を数える。
2005年8月・2006年8月の冒険王リーグでは、チーム内にGKが不在だったため、ゴレイロを担当する場面もあった。その際は、ゴレイロでありながら果敢に攻め上がる「パワープレイ」を多用し、得点を挙げたこともある。
愛称はコレティ。藤本美貴（ミキティ）と名前が同じためと思われる。語呂も良く、2ちゃんねるのモーニング娘。 (狼) 板で呼ばれ始めて即定着した。ガッタスメンバーからは「是ちゃん」と呼ばれている。他のスフィアリーグチームの選手のブログなどではコレティと表記されていることもある。カントリー娘。あさみもコレティと呼んだことあり。試合中は「コレ」と呼ばれていることもある。ハロプロエッグのメンバーにはアネキ（武藤水華、古川小夏）、みきちゃん（能登有沙）、これこれ（橋本愛奈）、美記姉またはお姉チャン（青木英里奈）などと呼ばれていることもある。
青木英里奈・武藤水華・能登有沙・橋本愛奈・carezzaの小島くるみとは仲良し。小島は、コレちゃんまたはみきちゃんと呼ばれている。他の選手とも主にスフィアリーグ選抜チームを通して仲が良いようだ。スフィアリーグ通算得点は9点で、得点王とベスト5のアラにも受賞した。

## 略歴

### チーム加入以前
- 小学校2年生（8歳）の時にサッカーを始める。中学3年まで8年間続け、フォワードからディフェンダーまで幅広いポジションをこなす。
- 中学時代はサッカーと並行してバレーボールを始める。
- 高校時代はハンドボールをプレーする。キーパーの経験もある。
- 大学ではセパタクローをやっていた。

### フットサル関連
2004年
- ハロプロエッグオーディション2004に応募し、見事合格を果たす。
  - 他のフットサル研修生は、川島幸、武藤水華、田中杏里の計4名。当初はフットサル研修生4人のうち1人だけ「フットサル活動のみを行う」とアナウンスされていた（これに該当する人物が誰であるか公式には発表されていなかったが、2005年11月に出版された「スピリッツ オブ ガッタス」のインタビューにおいて是永が「フットサルでオーディションを受けた中で芸能活動も希望したメンバーは歌やダンスのテストも受けたが自分は受けなかった。」と語ったため、この人物が是永である可能性が高いことが明らかになった）。
- 8月14日・15日、フジテレビお台場冒険王芸能人女子フットサル公式戦「お台場カップ」に出場。ガッタスサポーターおよびハロプロファンに対して是永美記初披露、ガッタスの優勝に貢献する。背番号は23。
- 10月18日、女子フットサル公式戦「EXPOカップ」に出場。carezza戦では0-2の状況から、後半に是永が2得点を挙げ、辛うじて試合を引き分けに持ち込む。また、是永はよしもとマラニティニーコ戦でも1点を取り、ガッタスは優勝する。
- 11月14日、Hello! Project SPORTS Festival 2004 in AICHI「EPSON CUP」に出場。carezzaと対戦。是永は前半、吉澤ひとみのゴールをアシストするも試合は2-3で敗れる。
- 11月23日、横浜F・マリノス女子サポーター選抜チームとの親善試合、「Gatas Brilhantes H.P. Challenge CUP」に出場。Jリーグ公式戦の前座イベントのため、客席のほとんどがマリノスサポーターというアウェーな状況。試合は前後半なしで2試合を行い、マリノス女子サポーター選抜側は選手交代が1試合目と2試合目の間の選手総入れ替えのみ、という変則的な形式が採られたが、1試合目は0-1で終わる直前に是永が連続して2点を挙げ（そのうち1点は川島幸のアシスト）、逆転勝利、2試合目も開始早々先制されはしたが、この試合でハットトリックを決めた吉澤ひとみの2点目に繋がるシュートを放つなどあって、4-1で連勝を収めた。
- 12月5日、Hello! Project SPORTS Festival 2004 in SAITAMA「EPSON CUP」に出場。REALLY? madridと対戦。是永自身の見せ場は少なかったが、ガッタスは3-0で勝利。以後、年明けまで約1ヶ月間オフとなる。

2005年
- 1月、次の大会に向けて練習が再開される。
- 3月14日、女子フットサル公式戦「第1回フジテレビ739カップ」に出場。CHOOP戦では2点先行されるも、前半に是永がまず1点を取り返す。その後また得点差を2点に広げられるが、後半残り2分で是永が立て続けに2得点を決め、引き分けに持ち込む（是永はこの試合でハットトリックを達成）。carezza戦でも0-1の状況下、後半残り2分で是永が同点弾を放ち、引き分けとした。是永は本大会で計5得点を挙げて得点王に輝くが、ガッタスは得失点差でcarezzaに届かず準優勝となる。
- 5月23日、女子フットサル公式戦「第2回フジテレビ739カップ」に出場。是永はTEAM dream戦で1得点。CHOOP戦では石川梨華のゴールをアシストで演出する。決勝戦の対carezzaは2-2の同点で終わり、PK戦へ（ガッタスの2点は共に是永のアシストによるもの）。是永は緊張のあまり涙を見せる場面もあったが、4番手キッカーとして見事にゴールを決め、ガッタスは優勝。
- 7月2日、JWord3周年記念「ガールズフットサルクリニック with ガッタス ブリリャンチス H.P.」に参加。千葉県浦安市のfellows futsal clubにて、一般公募の女性60名に対してフットサルを教える。背番号が23から7に変更。
- 7月26日、冒険王サテライトイベント女子フットサル公式戦「すかいらーくグループCUP」に出場。公式戦で背番号7を初披露。是永はXANADU loves NHC（ホリプロ所属）戦で1得点。CHOOP戦は同点PK対決となり、是永は2番手で登場したがゴールならず。また当日、是永は大学の試験があり、大会途中に会場と学校を往復することになる。ガッタスは決勝のcarezza戦を是永抜きで勝利し、優勝する。
- 7月30日、大阪・マグフットサルスタジアムで行なわれた、MBSオーサカキング「フットサルやるっちゅ〜ねん!」に出場。是永はcarezza戦、松竹芸能戦の全2試合どちらも出場し、松竹芸能戦で2点、carezza戦で1点の計3得点を挙げる。その後carezzaとPK戦の末、ガッタスは優勝する。
- 8月6日、お台場冒険王2005女子フットサル公式戦「すかいらーくグループ 冒険王リーグ」グループリーグA 第1節・第2節に出場。ガッタスは初出場のASAI RED ROSE（浅井企画所属）を相手に苦戦。後半、是永が1点を返すも、1-3で敗れる。
- 8月7日、同第3節・第4節に出場。四谷クローバーズ（太田プロ所属）戦で是永が2点、斉藤瞳がフットサルで初めてのゴールを決め、ガッタスが3-0で勝利する。ASAI RED ROSE戦では、吉澤ひとみのコーナーキックに合わせて是永がゴールへ飛び込み、相手キーパーと交錯。そのまま退場する事態となる。
- 8月13日、同第5節・第6節に出場。ASAI RED ROSE戦で是永は1ゴール1アシストの活躍を見せ、ガッタスが2-0で勝利。FANTASISTA戦でも是永は決勝点となる1ゴールを決め、1-0で勝利。また同試合では、是永が2004年お台場カップ以来の前後半フル出場を果たす。四谷クローバーズ戦では練習中に負傷した紺野あさ美に代わって、後半途中から是永がゴレイロ（ゴールキーパー）を務める。公式戦で是永がゴレイロに就くのは初めて。但し、試合中、実際にボールに触れる場面は無かった。
- 8月14日、同第7節・第8節に出場。四谷クローバーズ戦は是永の2ゴールを含め4-1でガッタスが勝利。ASAI RED ROSE戦は是永が決めた1点を守りきり、ガッタスが1-0で勝利。ガッタスはグループリーグAを総合2位で終え、決勝トーナメント進出を果たす。
- 8月30日、同決勝トーナメントに出場。ゴレイロの紺野あさ美が左手を負傷したため、是永がゴレイロとしてゲームに出る（もう一人のゴレイロである辻希美は、スケジュールの都合により本大会不参加）。準決勝のcarezza戦は無失点に抑え、藤本美貴の挙げた1点を守り切って1-0で勝利。決勝のCHOOP戦で是永は2点を失い、終盤はハーフラインを大きく超えるオーバーラップで攻撃にも参加するが0-2で敗戦。ガッタスは本大会を準優勝で終わる。是永は本大会で得点数（8得点）と出場試合数（全18試合中17試合出場）でチーム内1位。
- 10月20日、女子フットサル公式戦「第2回すかいらーくグループCUP」に出場。是永は1回戦、準決勝、決勝の全3戦すべてに出場するが、得点・アシスト無し。ガッタスはミスマガジンチームに競り勝ち、優勝を遂げる。
- 12月15日、「SPHERE LEAGUE すかいらーくグループシリーズ 1stステージ」に出場。1回戦は、四谷クローバーズを相手にガッタスが是永の1得点を含む2-0で勝利。準決勝のASAI RED ROSE（浅井企画所属）戦は是永が先制点を決めるも、その後追いつかれて1-1の同点でタイムアップ。PK戦の結果、ガッタスは敗退する。この日、是永は計2得点。

2006年
- 1月19日、「GyaOカップ carezza vs Gatas Brilhantes H.P.」に出場。是永は斉藤瞳のゴールをアシストするも、自身の得点は無し。試合は3-3の同点後、PK戦でcarezzaに敗れる。
- 2月12日、千葉県船橋市のららぽーとフットサルガーデンで開催された「第1回すかいらーくグループチャレンジCUP」に「スフィアリーグ選抜チーム」の一員として出場。本大会は中学生以上の女子一般チーム15組とスフィアリーグ選抜チームの計16チームが参加。スフィアリーグ選抜チームは、予選第1試合を3-0（是永スタメンフル出場）、第2試合を2-1（是永出場なし）で勝利。予選第3試合は0-2で劣勢の中、是永と小島くるみ(carezza)のコレマグアベック弾で2-2の引き分けとし、通算2勝1分けで予選通過。準々決勝2-0、準決勝2-1（是永1得点）で勝ち進むも決勝は1-6で敗れ、スフィアリーグ選抜チームは本大会準優勝。なお是永は、小島くるみ退出後キャプテンを務め、閉会式にて準優勝の挨拶を行なう。

スフィアリーグ選抜チームのメンバーは下記のとおり。（小島くるみ、井本操（共にcarezza）は予選のみ参加）
https://web.archive.org/web/20060216025907/http://www.fujitv.co.jp/events/sphereleague/news/060210.html
- 2月23日、「SPHERE LEAGUE すかいらーくグループシリーズ 2ndステージ」に出場。1回戦の対南葛YJシューターズ戦は、是永が先制点を挙げるが後半追いつかれ1-1のドロー。ガッタスはPK戦で勝利。準決勝は、ミスマガジンを相手に是永が2得点を決め2-0で勝利。決勝はTEAM dreamと戦う。ゲームは0-0の末、サドンデスまでもつれるPK戦で下し、ガッタスは優勝を遂げる。この日、是永は計3得点。スフィアリーグ通算5得点となり、2ndステージ終了時点で得点ランキング単独首位。
- 3月19日、HELLO! PROJECT SPORTS FESTIVAL 2006での「Gatas Brilhantes H.P. vs 十条FC レディース」に出場。是永は前後半フル出場するも得点は挙げられず、ガッタスは0-4で敗れる。試合後、この日でガッタスを引退する斉藤瞳の引退セレモニーが執り行われた。
- 4月6日、「SPHERE LEAGUE すかいらーくグループシリーズ 3rdステージ」に出場。1回戦、chakuchaku J.b戦は両チームとも得点を挙げることが出来ず、0-0のままPK戦でガッタスが勝利。準決勝、carezza戦は、前半はガッタスが1点先行されたが、後半に是永がゴールを決め、1-1でPK戦。PKでも是永はポイントを挙げたが、ガッタスはcarezzaに敗れ、この大会を準決勝敗退で終わる。この日、是永は計1得点。スフィアリーグ通算6得点となり、3rdステージ終了時点で得点ランキング単独首位継続中。
- 4月16日、東京都品川区の銀座deフットサル 大崎スタジアムで開催された「第2回すかいらーくグループチャレンジCUP」に「スフィアリーグ選抜チーム」の一員として出場。選抜チームは予選3試合を、1試合目3-0（是永1得点）、2試合目1-0、3試合目1-1で通過するが、準々決勝0-6で敗退する。試合のみならず、プレッシャーに耐えかねて涙する場面や、敗退後の悔し涙の場面も「恋するフットサル」にて放映された。

第2回スフィアリーグ選抜チームのメンバーは下記のとおり。
https://web.archive.org/web/20060524112627/http://www.fujitv.co.jp/events/sphereleague/news/060419.html
- 5月11日、「SPHERE LEAGUE すかいらーくグループシリーズ 4thステージ」に出場。ミスマガジンとの1回戦を2-1（是永1得点）、YOTSUYA CLOVERSとの準決勝を1-0で勝ち進み、ガッタスは2大会ぶりに決勝進出。TEAM dreamとの決勝は是永が2得点を決めるも2-4で敗れ、ガッタスは準優勝となった。この日、是永は計3得点。スフィアリーグ通算9得点となり、4thステージ終了時点で得点ランキング単独首位継続中。
- 6月8日、東京都千代田区の丸ビル内のイベント「宮本恒靖 FOOTBALL PARK in Marunouchi 2006」のオープニングゲームに出場。JALの現役キャビンアテンダントによる「SAMURAI CREW」（サムライクルー）と対戦し、ガッタスが7-1で快勝。得点は下記のとおり。

【前半】高橋(JAL)▽吉澤ひとみ2▽藤本美貴▽石川梨華（以上、ガッタス）
【後半】みうな2▽あさみ（以上、ガッタス）
- 6月18日、東京都品川区の銀座deフットサル 大崎スタジアムで開催された「第3回すかいらーくグループチャレンジCUP」に「スフィアリーグ選抜チーム」の一員として出場。初優勝を遂げた。

第3回スフィアリーグ選抜チームのメンバーは下記のとおり。
http://www.fujitv.co.jp/events/sphereleague/news/060619.html
- 7月6日、「第一回グッドウィルカップ」予選Bグループに出場。同グループのchakuchaku J.bおよびTeam Goodと対戦。対chakuchaku J.b戦は0-0で引き分け、対Team Good戦は2-1で勝利し、ガッタスは予選Bグループを首位で通過する。
- 7月13日、「第一回グッドウィルカップ」決勝トーナメントに出場。1回戦でガッタスはXANADU loves NHCと対戦。前半はXANADU loves NHCに2点先行される。後半終了直前に是永が1点を返すも、2-1で敗戦。
- 8月16日、東京都港区のお台場冒険王会場内で開催された「すかいらーくグループ スーパーチャレンジカップ お台場冒険王第2回大会」に「スフィアリーグ選抜チーム」の一員として出場。6月以来2度目の優勝を遂げた。

スフィアリーグ選抜チームのメンバーは下記のとおり。
http://www.fujitv.co.jp/events/sphereleague/news/060817.html
- 8月29日、東京都港区のお台場冒険王会場内で開催されたすかいらーくグループリーグ in お台場冒険王 “真夏の女王”決定戦 グループEに出場。ゴレイロの辻希美が負傷中のため、是永がゴレイロ(GK)として出場。ゴレイロでありながらハーフラインを超えて攻撃に参加する、いわゆる「パワープレイ」も再三見られたが結果に結びつかず、ガッタスは5チーム中3位で終わり、決勝へは進めなかった。
- 8月30日、同グループFに出場。前日に続いて、是永はゴレイロとして出場。自陣から果敢に攻め上がり、サンバガールズ戦、蹴竹G戦にて、ゴレイロでありながら各1点を獲得した。しかしガッタスは5チーム中4位で、決勝進出は果たせなかった。
- 10月17日、「SPHERE LEAGUE すかいらーくグループシリーズ 5thステージ」に出場。1回戦は南葛YJシューターズと戦い、1-0でガッタスの勝利。準決勝のYOTSUYA CLOVERS戦は0-2でガッタス敗退。是永はYOTSUYA CLOVERS戦にて怪我を負い、担架で運ばれ途中退場。全治1週間の捻挫。この大会では是永の得点は無く、スフィアリーグ通算得点は9点のまま。
- 11月30日、「SPHERE LEAGUE すかいらーくグループシリーズ FINALステージ」に出場。無得点であったが、スフィアリーグ初代得点王に輝いた。

### フットサル以外
2005年
- 7月23日-24日、代々木第一体育館で行われた『Hello! Project 2005 夏の歌謡ショー〜'05 セレクション!コレクション!〜』東京公演で、初めてステージに立つ。「Hello!のテーマ」「恋のテレフォンGOAL」「THE マンパワー!!!」「夢ならば」「This is 運命」「ALL FOR ONE & ONE FOR ALL!」のバックダンサーを務める。
- 7月26日、「すかいらーくグループCUP」のグッズ物販で、初めてのソロ公式写真が発売される。（ピンクユニフォームVer.）
- 8月6日、「すかいらーくグループ 冒険王リーグ」会場に併設されたGatasカフェにて、2種類目のソロ公式写真が発売される。（すかいらーくオレンジユニフォームVer.）
- 8月13日、「すかいらーくグループ 冒険王リーグ」会場に併設されたGatasカフェにて、3種類目のソロ公式写真が発売される。（すかいらーく黒ユニフォームVer.）
- 8月23日、お台場冒険王内のフットサルスタジアムで行われた「ファン交流イベント」に登場。出演メンバーは是永の他、吉澤ひとみ、紺野あさ美の3名。是永がガッタスメンバーの印象やダンスレッスン等について語る。好きな曲は安倍なつみ「夢ならば」、難しいのはモーニング娘。「LOVEマシーン」とのこと。歌やダンスの披露は無かった。
- 8月27日、ハロー!プロジェクトオフィシャルショップにて、4種類目のソロ公式写真が発売される。（「“Gatas Brilhantes H.P.”パート1」（7月26日のすかいらーくグループCUP試合中のショット））
- 9月10日、ハロー!プロジェクトオフィシャルショップにて、5種類目のソロ公式写真が発売される。（「“Gatas Brilhantes H.P.”パート3」（ガッタスの旗をバックにすかいらーくオレンジユニフォーム。なお、同シリーズのパート2は是永無し））
- 10月4日、ハロー!プロジェクトオフィシャルショップにて、6種類目のソロ公式写真が発売される。（「“Gatas Brilhantes H.P.”パート5」）
- 10月8日、モーニング娘。“熱っちい地球を冷ますんだっ。”文化祭2005内のTAKARAブースにて、ガッタスメンバーが個別に印刷された全11種類の「ガッタスちびっこチョロQ」が発売される。
- 10月10日、モーニング娘。“熱っちい地球を冷ますんだっ。”文化祭2005のクイズコーナーに出場。
- 10月18日、ハロー!プロジェクトオフィシャルショップにて、7種類目のソロ公式写真が発売される。（「“Gatas Brilhantes H.P.”パート6」）
- 10月20日、「第2回すかいらーくグループCUP」のグッズ物販にて、8,9種類目のソロ公式写真が発売される。（全身すかいらーくオレンジユニフォーム、すかいらーく黒ユニフォーム）
- 11月4日、ハロー!プロジェクトオフィシャルショップにて、10種類目のソロ公式写真が発売される。（「“Gatas Brilhantes H.P.”パート8」（試合中のショット））
- 11月18日、11月25日、ラジオ「週刊野田義治」に単独ゲスト出演。幼少期からのスポーツ歴、ガッタスでプレーする中でのメンバーとの交流や悩みなどを語る。
- 12月9日、ハロー!プロジェクトオフィシャルショップにて、11種類目のソロ公式写真が発売される。（「“第2回すかいらーくグループCUP”よりパート1」（試合中のショット））
- 12月13日、赤羽橋パシフィックヘブンで開催された「ハロー!プロジェクトファンクラブ限定イベント」に出演。ガッタスメンバーの吉澤ひとみ、藤本美貴、石川梨華、紺野あさ美、辻希美に囲まれ、司会を務める。
- 12月15日、「SPHERE LEAGUE すかいらーくグループシリーズ 1stステージ」のグッズ物販にて、12,13,14種類目のソロ公式写真が発売される。（上半身すかいらーく黒ユニフォーム、全身すかいらーく黒ユニフォーム、全身すかいらーくオレンジユニフォーム）

2006年
- 1月2日-4日、中野サンプラザで行われた『Hello! Project 2006 Winter 〜ワンダフルハーツ〜』東京公演で、ハロプロエッグとしてステージに立つ。「ここにいるぜぇ!」「スクランブル」「浮気なハニーパイ」「愛あらばIt's ALL RIGHT」でバックダンサーを務める。
- 1月5日-7日、中野サンプラザで行われた『Hello! Project 2006 Winter 〜エルダークラブ〜』東京公演で、ハロプロエッグとしてステージに立つ。「恋のダンスサイト」「シャボン玉」「丸い太陽」「奇跡の香りダンス。」「そうだ!We're ALIVE」「I WISH」でバックダンサーを務める。
- 1月28日-29日、横浜アリーナで行われた『Hello! Project 2006 Winter 全員集GO!』公演で、ハロプロエッグとしてステージに立つ。
- 2月23日、「SPHERE LEAGUE すかいらーくグループシリーズ 2ndステージ」のグッズ物販にて、15種類目のソロ公式写真が発売される。（上半身すかいらーくオレンジユニフォーム右手上げ）
- 3月19日、「HELLO! PROJECT SPORTS FESTIVAL 2006」のグッズ物販にて、16,17種類目のソロ公式写真が発売される。（上半身すかいらーくオレンジユニフォーム手は後ろ、同じく手は後ろでやや左前）
- 4月11日、東京都の日本サッカー協会にて、ガッタスのメンバー全員でフットサル4級審判講習会を受講。
- 5月11日、「SPHERE LEAGUE すかいらーくグループシリーズ 4thステージ」のグッズ物販にて、18,19,20種類目のソロ公式写真が発売される。（すべて、すかいらーくオレンジユニフォーム両手後ろ）
- 7月9日、7月17日、7月22日-23日、名古屋、大阪、東京で行われた『Hello! Project 2006 Summer〜ワンダフルハーツランド〜』公演で、ハロプロエッグとしてステージに立つ。是永が東京・横浜以外のコンサートに出演したのは初めて。

2007年
- 6月30日音楽ガッタスへの参加が発表される。
- 9月12日「鳴り始めた恋のBell」でCDデビュー。

2008年
- 1月30日同日付のポケットモーニング娘。内ツアー日記にてハロー!プロジェクト・エッグからハロー！プロジェクト正式メンバーへの昇格が報告された。

2009年
- 3月、ハロー!プロジェクトを卒業。翌月からのファンクラブは2010年3月までM-line clubに所属される（音楽ガッタスに内包）。

2014年
- 9月23日の渡辺和昭のしゃべってしゃべって120分に出演。OLをしながらガッタスでプレーする様子などを報告した。

2015年
- 5月4日の渡辺和昭のしゃべってしゃべって120分に出演。最後のイベントやハッピーハウスへの移籍などを報告した。

## 作品

### 映像作品
一般発売
- 万才!フットサル（2005年9月14日、アップフロントワークス内ピッコロタウンレーベル）
- Hello! Project 2005 夏の歌謡ショー〜'05 セレクション!コレクション!〜（2005年10月5日、アップフロントワークス内ハチャマレーベル）
- スフィアリーグ公式 フットサル基礎トレーニング（2006年5月24日、アップフロントワークス内ハチャマレーベル）
- Hello! Project 2006 Summer〜ワンダフルハーツランド〜（2006年10月4日、アップフロントワークス内ハチャマレーベル）

ファンクラブ、コンサート会場限定
- Hello! Project DVD MAGAZINE VOL.1（2004年11月14日）
- HELLO! PROJECT SPORTS FESTIVAL 2004（2005年3月5日）
- Hello! Project 2006 Winter 〜ワンダフルハーツ〜（2006年4月15日）
- Hello! Project 2006 Winter 〜エルダークラブ〜（2006年4月15日）
- HELLO! PROJECT SPORTS FESTIVAL 2006 in SAITAMA SUPER ARENA〜HELLO! DIVA ATHLETE〜（2006年7月1日）

## 出演

### テレビ
- フットサル女子公式戦お台場カップ中継（2004年9月12日、フジテレビ739） - 8月14日・15日にお台場冒険王で行われた大会の模様をオンエア。
- Hello! Project SPORTS FESTIVAL 2004 in SAITAMA SUPER ARENA 〜ニッポンのなでしこは体育と音楽です!!〜（2005年1月22日、フジテレビ721） - 2004年12月5日にさいたまスーパーアリーナで行われた大会の模様をオンエア。
- 女子フットサル公式戦「第1回フジテレビ739カップ」（2005年4月10日、フジテレビ739） - 3月14日に駒沢体育館で行われた大会の模様をオンエア。
- 女子フットサル公式戦「第2回フジテレビ739カップ」（2005年6月12日、フジテレビ739） - 5月23日に駒沢体育館で行われた大会の模様をオンエア。
- 娘DOKYU!（2005年5月18日から随時、テレビ東京） - フットサルの練習・大会内容をドキュメント形式で紹介。
  - 2005年11月9日 - 11月22日、スピリッツオブガッタスとの連動企画
  - 2006年1月9日 - 1月17日、メンバーが語る スフィアリーグ開幕戦舞台裏
  - 2006年1月27日 - 2月10日、GyaOカップ舞台裏
  - 2006年2月27日 - 3月2日、HELLO! PROJECT SPORTS FESTIVAL 2006へ向けての練習風景
  - 2006年3月8日・9日・15日・16日、対十条FC戦へ向けての練習風景
- 開幕!オーサカキング（2005年7月30日、毎日放送） - 「フットサルやるっちゅ〜ねん!」を生放送実況中継。
- F2スマイル（2005年8月5日、フジテレビ） - 「すかいらーくグループ冒険王リーグ」の宣伝。トータルテンボス（吉本興業のお笑いコンビ）とPK対決。
- F2スマイル（2005年8月12日、フジテレビ） 「すかいらーくグループ冒険王リーグ」の宣伝。8月6-7日の試合内容など。
- 女子フットサル公式戦「すかいらーくグループCUP」（2005年8月21日、フジテレビ739） - 7月26日に国立代々木競技場第一体育館で行われた大会の模様をオンエア。
- NG名珍場面5000番組10万人総出演!!がんばった大賞V（2005年9月13日、フジテレビ） - 「すかいらーくグループ冒険王リーグ」の試合模様・コメントなど。
- モーニング娘。&FRIENDS〜ハロー!プロジェクト2005〜（2005年9月17日、NHK BShi） - 7月24日に国立代々木競技場第一体育館で行われたHello!Projectコンサートのライブ番組。
- KICK IN! GAROTAS フットサルTV（2005年11月6日 - 、BSフジ） - 芸能人女子フットサルのサポート情報番組。隔週の放送。第2回放送より、サンズ野田義治社長（番組エグゼクティブプロデューサー）の提案で始まった「今日の是永」コーナーがある。詳細は下記参照。
- スター開発プロジェクト ××プロ（2005年11月13日、BS朝日、2005年11月14日、テレビ朝日） - 第2回すかいらーくグループCUPの内容を、XANADU loves NHC・小林直美（当時）を中心とした構成で放送。
- ＜PERFECT SPORT＞ 女子フットサル公式戦 総集編 〜フットサルに情熱をかける!アイドルたち〜（2005年11月20日、フジテレビ、2005年12月4日、フジテレビ739）
- 女子フットサル公式戦「SPHERE LEAGUE 開幕戦」完全生中継（2005年12月15日、フジテレビ739）
- プレミアの巣窟（2006年2月3日、フジテレビ） - スフィアリーグ2ndステージの告知
- 「SPHERE LEAGUE すかいらーくグループシリーズ 2ndステージ」完全生中継（2006年2月23日、フジテレビ739）
  - 2月23日 - 午後3時より生中継。決勝戦の途中で放送終了
  - 2月28日 - 決勝PK戦の部分のみを完全放送（10分）
  - 3月12日 - 最終結果まで含めたリメイク版をオンエア
- プレミアの巣窟（2006年3月3日、フジテレビ） - スフィアリーグ2ndステージの結果レポート
- 恋するフットサル（2006年4月1日 - 、フジテレビ）
  - 4月1日 27:30 - プレ番組
  - 4月15日 26:55 - レギュラー放送開始
- 「SPHERE LEAGUE すかいらーくグループシリーズ 3rdステージ in 名古屋」（2006年4月30日、フジテレビ739）
- プレミアの巣窟（2006年5月4日、フジテレビ） - スフィアリーグ3rdステージの結果レポート
- 「SPHERE LEAGUE すかいらーくグループシリーズ 4thステージ」（2006年5月13日、フジテレビ739）
- 「女子フットサル SPHERE LEAGUE 第1回グッドウィルカップ 決勝トーナメント」（2006年7月23日、フジテレビ739およびスカチャン!ハイビジョン）
- 「SPHERE LEAGUE すかいらーくグループシリーズ 5thステージ」完全生中継（2006年10月17日、フジテレビ739）

#### KICK IN! GAROTAS フットサルTV内「今日の是永」
第2回放送より、「今日の是永」コーナーが設置された。
| 放送回     | 初回放送日     | 内容 |
| ---------- | -------------- | --- |
| 第2回放送  | 2005年11月20日 | 是永へのロングインタビュー。収録後、野田社長がレギュラーコーナー化を宣言。 |
| 第3回放送  | 2005年12月4日  | 15秒で3問のQ&A。 Q1:好きな食べ物は? A1:たこ焼き。 Q2:ガッタスってどんなチーム?。（考え中に時間切れ）                                                                                                  |
| 第4回放送  | 2005年12月18日 | 15秒で3問のQ&A。 Q1:スフィアリーグ開幕戦で何点取る? A1:3点。 Q2:吉澤キャプテンってどんな人? A2:かっこいい人。 Q3:スフィアリーグでのライバルは? A3:carezzaの小島くるみ。                               |
| 第5回放送  | 2006年1月8日   | 15秒で3問のQ&A。 Q1:自分を動物に例えると? A1:犬。 Q2:学生・アイドル・フットサル、どれが一番楽しい? A2:フットサル。 Q3:目標とするアイドルは? A3:ふじも、、、。（時間切れ。おそらく藤本美貴と思われる） |
| 第6回放送  | 2006年1月22日  | 15秒で3問のQ&A。 Q1:歌手・バラエティ・ドラマ、挑戦してみたいジャンルは? A1:バラエティ。 Q2:得意な学科は? A2:体育。 Q3:得意なモノマネは?。時間切れ後に石川梨華のモノマネを披露。                       |
| 第7回放送  | 2006年2月5日   | 「今日の是永 meets XXX」として、対談企画に衣替え（XXXは対談相手名）。初回は、carezza・小島くるみとの対談をオンエア。                                                                                  |
| 第8回放送  | 2006年2月19日  | コーナー無し。（練習中のショートインタビューあり） |
| 第9回放送  | 2006年3月5日   | コーナー無し。（スフィアリーグ2ndステージ1回戦の勝利者インタビューあり） |
| 第10回放送 | 2006年3月19日  | コーナー無し。（スフィアリーグ2ndステージ準決勝勝利後のミニインタビュー、および、大会終了後の小島くるみ(carezza)・野田社長とのコメントあり）                                                          |
| 第13回放送 | 2006年4月29日  | 「今日の是永 meets 溝口麻衣」として、ミスマガジン・溝口麻衣との対談をオンエア。 |
| 第14回放送 | 2006年5月13日  | 「今日の是永 meets 福永泰」として、ミスマガジン監督・福永泰との対談をオンエア。 |
| 第19回放送 | 2006年7月22日  | 第1回グッドウィルカップ予選通過後のインタビュー。 |
| 第20回放送 | 2006年8月5日   | 関東フットサルリーグ観戦記。 |
| 第24回放送 | 2006年9月30日  | 番組最終回。「今日の是永 meets 野田義治」として、carezza監督・野田義治(サンズエンタテインメント社長)との対談をオンエア。                                                                              |

### ラジオ
- 週刊野田義治（2005年11月18日・11月25日、JFN系列）
- 週刊野田義治（2006年2月24日、JFN系列） - スフィアリーグ2ndステージの現場にて野田義治社長に呼び止められ半強制的に飛び入り参加。優勝の感想をコメント。急なことで戸惑う是永に小島が助け舟を出す。
- 渡辺和昭のしゃべってしゃべって120分（2014年9月23日・2015年5月4日、ラジオNIKKEI）

### 雑誌連載
- 週刊TVガイド（東京ニュース通信社） - 「100%ハロプロ」 フットサルの練習風景・大会内容を紹介。
- 月刊サッカーズ（2005年7月23日〈2005年9月号〉 - 2006年5月24日〈2006年7月号〉、アスペクト） - 「北澤監督とガッタスの挑戦」（全11回） ガッタスの活動を北澤監督の視点からレポート。

### 雑誌
- FLASH（2005年7月26日〈2005年8月9日号〉、光文社） フットサル女子129人完全名鑑保存版
- FLASH（2005年12月13日〈2005年12月27日号〉、光文社） - '05〜'06芸能人フットサル女子選手名鑑143人
- 週刊プレイボーイ（2006年2月21日〈2006年3月7日号〉、集英社） - 「汗と涙と水着」の“萌え”選手カタログ
- FLASH（2006年3月7日〈2006年3月21日号〉、光文社） - モー娘。ハロプロフットサル最強軍団実力テスト
- Boon（2006年3月24〈2006年5月号〉、祥伝社） - 「スフィアリーグ」2ndステージを激写 女子アイドル・フットサルが熱い!
- UP to boy（2006年4月22日〈2006年6月号〉、ワニブックス） - 「Who is Queen of Futsal?? ドリーム★マッチ 是永美記×小島くるみ」にてcarezza小島くるみとのフットサル対決および対談。付録DVDには三番勝負（リフティング対決（是永勝利）・ドリブル対決（小島勝利）・1on1対決（小島勝利））の模様が収録されている。またこの雑誌内で、普通の筆記体だが「Miki Kore」とのサインをしている。それまでのサインは「是永美記」であった。
- FRIDAY（2006年6月16日〈2006年6月30日号〉、講談社） - ハロプロvsJALスッチー「白い美脚対決!」女子フットサルのドリームカード実現

### WEBインタビュー
- スフィアリーグ SPOTLIGHT GIRLS 「是永美記（ガッタス）得点王は誰にも譲らない!」（2006年4月3日掲載）

http://www.fujitv.co.jp/events/sphereleague/special/spotlight/korenaga1.html
http://www.fujitv.co.jp/events/sphereleague/special/spotlight/korenaga2.html

## 書籍
- ハロー!プロジェクト スポーツフェスティバル2004速報（サンケイスポーツ、2004年12月13日発売） - 2004年12月5日にさいたまスーパーアリーナで行われた大会の模様を収録。
- Sals2（講談社、2004年12月25日発売、 ISBN 4-06-179557-0） - 2004年8月（お台場カップ）から12月（さいたまスーパーアリーナ EPSON CUP）までのガッタスの活動を収録。
- Sals3（講談社、2005年7月21日発売、ISBN 4-06-179578-3） - 2005年1月（2005年初練習）から7月（フットサルクリニック）までのガッタスの活動を収録。
- Hello! Project 2005 夏の歌謡ショー〜'05 セレクション!コレクション!〜写真集（大誠社、2005年9月7日発売） - 2005年夏のハロー!プロジェクト公演のライブ写真集。
- スピリッツ オブ ガッタス（講談社、2005年11月22日発売、ISBN 4-06-213222-2） - ガッタスメンバーのロングインタビュー集。フットサルへの情熱を綴る。また自身のスポーツ歴、さらにチームやメンバーへの愛情や友情、信頼関係についても述べられている。
- Sals4（講談社、2005年12月15日発売、ISBN 4-06-179583-X） - 2005年7月（第1回すかいらーくグループCUP）から10月（第2回すかいらーくグループCUP）までのガッタスの活動を収録。
- Hello! Project 2006 Winter〜全員集GO!〜完全保存版スーパーレビュー（竹書房、2006年3月10日発売、ISBN 4-8124-2615-4） - 2006年冬のハロー!プロジェクト公演のライブ写真集。
- Sals5（講談社、2006年8月11日発売、ISBN 4-06-378812-1） - 2005年12月（スフィアリーグ1stステージ）から2006年7月（第1回グッドウィルカップ）までのガッタスの活動を収録。
- Hello! Project 2006 Summer〜ワンダフルハーツランド〜完全保存版スーパーレビュー（竹書房、2006年8月31日発売、ISBN 4-8124-2883-1） 2006年夏のハロー!プロジェクト公演のライブ写真集。